# Упорненское сельское поселение (Павловский район)
Упорненское сельское поселение — муниципальное образование в составе Павловского района Краснодарского края России. 
В рамках административно-территориального устройства Краснодарского края ему соответствует  Упорненский сельский округ.
Административный центр — хутор Упорный.

## География
Площадь поселения — 66,77 км².

## Население
| 2010  | 2012  | 2013  | 2014  | 2015  | 2016  | 2017  |
| ----- | ----- | ----- | ----- | ----- | ----- | ----- |
| 1182  | ↘1174 | ↘1167 | ↘1165 | ↗1195 | ↗1219 | ↗1223 |
| 2018  | 2019  | 2020  | 2021  | 2023  |       |       |
| ↗1227 | ↘1208 | ↘1201 | ↘948  | ↘932  |       |       |

## Населённые пункты
В состав сельского поселения (сельского округа) входят 2 населённых пункта:
| № | Населённый пункт | Тип населённого пункта | Население (чел.) |
| - | ---------------- | ---------------------- | ---------------- |
| 1 | Западный         | посёлок                | ↘136             |
| 2 | Упорный          | хутор                  | ↘1046            |

## Экономика
На территории сельского поселения работают два сельхоз-предприятия, оба расположены в хуторе Упорный. 
Базовым предприятием является ЗАО "Юбилейное" ведет свою деятельность с 1954 года. До марта 1992 года называлось колхоз Юбилейный. 
Коопхоз "Упорный" работает с 1996 года. 
Также на территории сельского поселения работают фермерские и крестьянские хозяйства.